# Вулиця Данилишина (Львів)
Вулиця Данилишина — вулиця у Шевченківському районі міста Львова, неподалік від історичного центру. Сполучає вулиці Шпитальну та Городоцьку.

## Назва
У XIX столітті вулиця мала назву Святої Анни бічна направо, потім — Забриґідська, бо пролягала за монастирем сестер ордену святої Бриґіди (перетвореним 1784 року на в'язницю), згодом — не пізніше ніж 1849 року — До В'язниці, від 1871 року — Карна, від 1906 року — Бриґідська, від 1934 року — Бика, на честь визначного діяча єврейського руху у Львові кінця XIX століття Еміля Бика, у 1946—1950 роках — Бродівська, на згадку про місто Броди, що на Львівщині, у 1960—1964 роках — Чапаєва бічна, на честь Василя Чапаєва, військового діяча Російської імперії та більшовицької Росії, у 1964—1993 роках — Проїзна. Свою сучасну назву вулиця отримала 1993 року на честь Дмитра Данилишина, бойовика ОУН, якого стратила польська влада.

## Забудова
В архітектурному ансамблі вулиці Данилишина переважають будівлі споруджені у стилі конструктивізм, зокрема польський 1930-х та радянський 1970-х років. Пам'ятки архітектури на вулиці Данилишина відсутні.
№ 2 — триповерховий житловий будинок, споруджений у 1923—1925 роках за спільним проєктом архітекторів Фердинанда Касслера та Юліуша Цибульського у поєднанні стилів неокласицизму з ар-деко. Приміщення першого поверху від радянських часів займає магазин господарських товарів «1000 дрібниць».
№ 4 — триповерхова офісна будівля 1970-х років. Нині тут міститься філія банку ВТБ та магазин автозапчастин для автомобілів японського, корейського та європейського виробництва, а також офіс Державного підприємства «Проектно-конструкторське технологічне бюро». 
№ 6 — триповерхова будівля колишнього універмагу. У 2000-х роках тут працював більярдний клуб «Накат» та туристична агенція «Капітолій». Від 2018 року — офісний бізнес-центр мережі «The Office Business Center», де міститься, зокрема, відділення № 5 ТОВ «Нова пошта», клуб віртуальної реальності «VR cube», кав'ярня мережі «2 cups» та салон мобільного зв'язку «Vodafone».